# Ingame (Unternehmen)
ingame ist ein Markenname für ein deutsches Gaming-Newsportal. Es wurde im Juli 2000 von Peer Schmidt, Myrko Thum und Richard Reise gegründet. Die Betreiberfirma ingame GmbH (ehemals inwave GmbH) hat ihren Sitz in Hamburg. inwave media betrieb eine Vielzahl von Internet-Seiten zum Themenkomplex Gaming, Hardware u. Entertainment und dient als Kommunikations- u. Werbeplattform für Unternehmen aus der Spiele-, Hardware-, Film- und Lifestyle-Branche. 2021 wurde die inwave media GmbH wieder in ingame GmbH umbenannt und fokussiert sich nun wieder primär auf das Verfassen von Gaming-Artikeln.
Ein besonderer Fokus liegt auf Multiplayer/Onlinespielen sowie Entertainmentinhalten. Nach Stand Januar 2017 generiert das ingame Netzwerk 21 Millionen Seitenaufrufe bei  4 Millionen Unique Usern im Monat (Kenndaten nach IVW).
Seit 2019 kooperierte ingame mit dem Verlagsunternehmen Ippen.Media und wurde Ende 2021 zu 100 % von dieser aufgekauft.

## Themen
Die wichtigsten Themen von ingame sind unter anderem:
- Gaming und Entertainment News
- PC, Konsolen, Handhelds
- Bildung und Betreuung von Gamer-Communitys
- Tipps, Guides u. Wissensdatenbanken zu Spieletiteln
- Online-Spiele, Multiplayer-Spiele
- Rollenspiele, Actionspiele, Strategiespiele
- Kino und TV, Filmreleases, Serien und Shows

Die Seiten veranstalten regelmäßig Events wie den inCup oder die erfolgreichste Starcraft Liga außerhalb Koreas: BWCL (Broodwar Clan League).